# Monika Bucquoyeová
Monika Bucquoyeová (nizozemsky Moniek Bucquoye) (11. srpna 1948 Bruggy – 24. června 2022 Gent) byla belgická chemička a vysokoškolská pedagožka, docentka univerzity v Gentu, zabývající se zejména výzkumem syntetických materiálů 20. století.

## Život
Chemii vystudovala na Svobodné univerzitě v Bruselu. Po absolutoriu oborů technologie polymerů a humánní ekologie absolvovala praxi ve Spojených státech amerických, kde pracovala mj. jako expert v oboru syntetických materiálů pro OSN.
Ve své vědecké praxi se zabývala výzkumem syntetických materiálů 20. století, zejména bakelitu. K tomuto - dosud zanedbávanému tématu - publikovala několik publikací. 
Působila jako pedagožka a vědecká pracovnice (docentka) na univerzitě v Gentu. Od roku 1995 také spolupracovala s Muzeem designu v Gentu, pro nějž zinventarizovala sbírku předmětů ze syntetických materiálů. 